# Saison 2001 de Sébastien Loeb en sport automobile
2000 2002
L'année 2001 marque le décollage de la carrière professionnelle de Sébastien Loeb. Menant de front un double programme en rallyes avec le soutien financier indéfectible de Jean-Pierre Champeau et l'appui de Citroën Sport et de la structure espagnole Piedrafita Sport, il remporte la première édition du championnat du monde junior, alors dénommé Coupe FIA des pilotes Super 1600, en s'imposant dans les cinq épreuves auxquelles il participe, puis décroche parallèlement le titre national avec un bilan de six victoires en huit courses. Il marque les esprits lors d'une pige effectuée en catégorie reine au rallye Sanremo pour le compte de la marque aux chevrons. Pour son premier engagement au volant de la Citroën Xsara WRC, il rejoint l'arrivée à la deuxième place du classement général, onze secondes derrière le vainqueur Gilles Panizzi, référence mondiale de l'époque sur asphalte. En signe de reconnaissance vis-à-vis de Dominique Heintz, l'homme qui lui permit d'effectuer ses premiers pas dans la compétition automobile en 1997, Loeb en fait son ouvreur personnel et lui permet d'intégrer de fait la structure du double chevron. Ses relations avec Rémi Mammosser, l'autre mécène qui contribua à amorcer sa carrière, se ternissent en revanche jusqu'à la rupture brutale sur fond de divergences financières et de procédures pénales.

## Championnat du monde des rallyes
Fort de sa victoire au rallye du Var obtenue en décembre 2000, Sébastien Loeb gagne ses galons de pilote officiel Citroën à l'entame de la saison 2001 et intègre le programme mondial de la marque aux chevrons. Toujours en phase d'apprentissage et ne disposant pas de l'expérience suffisante pour affronter l'élite en catégorie reine, l'Alsacien est inscrit par son employeur dans le nouveau championnat du monde junior, intitulé Coupe FIA des pilotes Super 1600 pour sa première édition et considéré comme l'antichambre de l'élite. Habitué de la Citroën Saxo Kit Car avec laquelle il sillonna une trentaine de manches nationales au cours des trois années précédentes, il découvre la version S1600 de l'auto pour ce premier challenge international, dotée d'une injection à papillon unique, d'une boîte de vitesses séquentielle, d'un électronique embarqué plus perfectionné ainsi que de possibilités de réglages plus pointus au niveau des trains. Parallèlement à ses engagements en mondial, il participe avec Philippe Bugalski, Jesús Puras et Thomas Rådström au développement de la nouvelle Citroën Xsara WRC, figure de proue du constructeur français destinée à supporter l'engagement officiel de la marque dans le championnat à compter de 2003.

### 69eRallye Automobile Monte-Carlo
Le coup d'envoi du championnat du monde junior n'intervenant qu'à compter de la manche catalane, Sébastien Loeb comble les premiers mois de la saison par deux piges effectuées dans le but d'amorcer sa phase d'apprentissage des épreuves du mondial. La première d'entre elles se déroule au rallye Monte-Carlo, manche d'ouverture traditionnelle du calendrier disputée sur asphalte enneigé, que l'Alsacien découvre au volant d'une Citroën Saxo Kit Car. Inscrit en groupe A6 aux côtés de ses coéquipiers Philippe Bugalski et Jesús Puras, il accuse un déficit d'une minute à l'issue de la première spéciale auquel s'ajoute une pénalité de quarante secondes pour un retard de pointage. Sixième de sa catégorie, il accroche le trio de tête intermédiaire sur l'ensemble des secteurs restants et signe deux scratchs avant la fin de la première étape. Remonté en seconde position, il monopolise le haut de la feuille des temps sur la quasi-totalité des tronçons au programme des deux dernières journées de course mais sans parvenir à réduire significativement le retard consenti en début d'épreuve sur le leader Bugalski. Il conservera son rang jusqu'à l'arrivée sans commettre d'erreurs.
| Étape   | Jour   | E.S. | Heure   | Nom                         | Distance | Clas. Spé. Cat.  | Clas. Spé.       | Temps            | Vit. Moy.        | Clas. Cat. | Clas. |
| ------- | ------ | ---- | ------- | --------------------------- | -------- | ---------------- | ---------------- | ---------------- | ---------------- | ---------- | ----- |
| Étape 1 | 19 jan | SS1  | 10 h 03 | Bif. D5/D10 - Roquestéron 1 | 22,88 km | 6e               | 36e              | 22 min 37 s 6    | 60,7 km/h        | 6e         | 38e   |
| Étape 1 | 19 jan | SS2  | 10 h 46 | St. Pierre - Entrevaux 1    | 30,34 km | 3e               | 22e              | 27 min 07 s 6    | 67,1 km/h        | 5e         | 31e   |
| Étape 1 | 19 jan | SS3  | 13 h 19 | Bif. D5/D10 - Roquestéron 2 | 22,88 km | 2e               | 23e              | 20 min 28 s 4    | 67,1 km/h        | 3e         | 25e   |
| Étape 1 | 19 jan | SS4  | 14 h 02 | St. Pierre - Entrevaux 2    | 30,34 km | 1er              | 14e              | 23 min 48 s 6    | 76,5 km/h        | 2e         | 20e   |
| Étape 1 | 19 jan | SS5  | 17 h 03 | Comps - Castellane 1        | 20,53 km | 2e               | 18e              | 15 min 34 s 0    | 79,1 km/h        | 2e         | 19e   |
| Étape 1 | 19 jan | SS6  | 18 h 09 | Clumanc - Lambruisse 1      | 14,75 km | 1er              | 16e              | 11 min 48 s 7    | 74,9 km/h        | 2e         | 19e   |
| Étape 2 | 20 jan | SS7  | 9 h 53  | Bif. D1/C1 - Turriers       | 24,12 km | 1er              | 20e              | 20 min 15 s 2    | 71,5 km/h        | 2e         | 18e   |
| Étape 2 | 20 jan | SS8  | 11 h 06 | Sisteron - Thoard 1         | 36,68 km | 1er              | 17e              | 29 min 12 s 5    | 75,3 km/h        | 2e         | 19e   |
| Étape 2 | 20 jan | SS9  | 13 h 34 | Clumanc - Lambruisse 2      | 14,75 km | 1er              | 14e              | 11 min 06 s 9    | 79,6 km/h        | 2e         | 19e   |
| Étape 2 | 20 jan | SS10 | 15 h 07 | Comps - Castellane 2        | 20,53 km | Spéciale annulée | Spéciale annulée | Spéciale annulée | Spéciale annulée | 2e         | 19e   |
| Étape 2 | 20 jan | SS11 | 18 h 00 | Sisteron - Thoard 2         | 36,68 km | 2e               | 19e              | 31 min 15 s 9    | 70,4 km/h        | 2e         | 18e   |
| Étape 3 | 21 jan | SS12 | 9 h 08  | Sospel - La Bollène 1       | 32,72 km | 1er              | 13e              | 30 min 36 s 4    | 64,1 km/h        | 2e         | 15e   |
| Étape 3 | 21 jan | SS13 | 10 h 03 | Loda - Lucéram 1            | 16,54 km | 1er              | 14e              | 16 min 16 s 7    | 61,0 km/h        | 2e         | 15e   |
| Étape 3 | 21 jan | SS14 | 12 h 28 | Sospel - La Bollène 2       | 32,72 km | 1er              | 14e              | 28 min 41 s 9    | 68,4 km/h        | 2e         | 15e   |
| Étape 3 | 21 jan | SS15 | 13 h 23 | Loda - Lucéram 2            | 16,54 km | 2e               | 15e              | 15 min 43 s 8    | 63,1 km/h        | 2e         | 15e   |

### Cinquantième rallye de Suède
Sébastien Loeb participe trois semaines plus tard au rallye de Suède, unique manche neige du calendrier mondial et première épreuve de sa carrière qu'il dispute sur cette surface. Seul pilote Citroën sur la liste d'engagements, inscrit en groupe A6 au volant d'une Saxo Challenge, il découvre un terrain sur lequel les Nordiques demeurent invaincus en un demi-siècle d'éditions. Il accroche dès le coup d'envoi la deuxième place de sa catégorie, devancé par la Škoda Felicia Kit Car du Suédois Magnus Rindeby. Parti à la faute dans le secteur de Lönnhöjden, le Scandinave cède la tête de l'épreuve à son compatriote Andreas Eriksson, tandis que Loeb parvient à conserver son rang jusqu'au soir de la première étape, contenant l'écart accumulé sur son adversaire à environ une minute. L'Alsacien s'empare des commandes à l'issue du premier passage de Nyhammar, profitant de l'abandon du Suédois sur casse moteur, avant de connaître un problème similaire dans le tronçon suivant l'obligeant à se retirer de la course.
| Étape   | Jour   | E.S. | Heure   | Nom          | Distance | Clas. Spé. Cat. | Clas. Spé. | Temps         | Vit. Moy. | Clas. Cat. | Clas.   |
| ------- | ------ | ---- | ------- | ------------ | -------- | --------------- | ---------- | ------------- | --------- | ---------- | ------- |
| Étape 1 | 9 fév  | SS1  | 9 h 11  | Bjälverud    | 20,73 km | 2e              | 59e        | 13 min 41 s 0 | 90,9 km/h | 2e         | 59e     |
| Étape 1 | 9 fév  | SS2  | 9 h 39  | Lönnhöjden   | 18,81 km | 2e              | 52e        | 12 min 41 s 6 | 88,9 km/h | 2e         | 56e     |
| Étape 1 | 9 fév  | SS3  | 10 h 30 | Bogen        | 12,77 km | 2e              | 48e        | 8 min 53 s 8  | 86,1 km/h | 2e         | 50e     |
| Étape 1 | 9 fév  | SS4  | 13 h 10 | Granberget   | 49,36 km | 2e              | 46e        | 30 min 08 s 0 | 98,3 km/h | 2e         | 45e     |
| Étape 1 | 9 fév  | SS5  | 15 h 44 | Torntorp     | 20,37 km | 2e              | 47e        | 12 min 46 s 7 | 95,6 km/h | 2e         | 43e     |
| Étape 1 | 9 fév  | SS6  | 16 h 28 | Sagfallet    | 26,47 km | 2e              | 48e        | 16 min 43 s 6 | 95,0 km/h | 2e         | 39e     |
| Étape 2 | 10 fév | SS7  | 10 h 04 | Kullen       | 26,80 km | 2e              | 36e        | 16 min 59 s 1 | 94,7 km/h | 2e         | 36e     |
| Étape 2 | 10 fév | SS8  | 10 h 45 | Nyhammar 1   | 27,79 km | 1er             | 34e        | 17 min 41 s 0 | 94,3 km/h | 1er        | 33e     |
| Étape 2 | 10 fév | SS9  | 13 h 28 | Fredriksberg | 34,60 km | Abandon         | Abandon    | Abandon       | Abandon   | Abandon    | Abandon |
| Étape 2 | 10 fév | SS10 | 14 h 18 | Silkesborg   | 15,30 km | Abandon         | Abandon    | Abandon       | Abandon   | Abandon    | Abandon |
| Étape 2 | 10 fév | SS11 | 15 h 49 | Nyhammar 2   | 27,79 km | Abandon         | Abandon    | Abandon       | Abandon   | Abandon    | Abandon |
| Étape 2 | 10 fév | SS12 | 17 h 18 | Lugnet       | 2,00 km  | Abandon         | Abandon    | Abandon       | Abandon   | Abandon    | Abandon |
| Étape 3 | 11 fév | SS13 | 8 h 46  | Sägen 1      | 14,76 km | Abandon         | Abandon    | Abandon       | Abandon   | Abandon    | Abandon |
| Étape 3 | 11 fév | SS14 | 9 h 39  | Rämmen 1     | 23,40 km | Abandon         | Abandon    | Abandon       | Abandon   | Abandon    | Abandon |
| Étape 3 | 11 fév | SS15 | 11 h 31 | Sägen 2      | 14,76 km | Abandon         | Abandon    | Abandon       | Abandon   | Abandon    | Abandon |
| Étape 3 | 11 fév | SS16 | 12 h 24 | Rämmen 2     | 23,40 km | Abandon         | Abandon    | Abandon       | Abandon   | Abandon    | Abandon |
| Étape 3 | 11 fév | SS17 | 14 h 05 | Hagfors      | 21,20 km | Abandon         | Abandon    | Abandon       | Abandon   | Abandon    | Abandon |

### 37º Telefónica MoviStar Rallye Catalunya – Costa Brava
Le rallye de Catalogne marque à la fois l'entrée en matière de la Citroën Xsara WRC, confiée pour son baptême aux mains de Philippe Bugalski et Jesús Puras, et le coup d'envoi du championnat du monde junior, disputé en six manches. Au volant d'une Citroën Saxo S1600, Sébastien Loeb accroche la cinquième position de sa catégorie dans la spéciale d'ouverture puis s'empare des commandes en signant le scratch dans les deux autres secteurs de la boucle matinale. En proie à de nouvelles difficultés dans le deuxième passage de La Trona, il cède momentanément le leadership à François Duval pour sept dixièmes avant de reprendre la tête. L'abandon du jeune Belge dans le dernier chrono du jour lui permet alors d'afficher une marge supérieure à trente secondes sur son poursuivant direct Giandomenico Basso au soir de la première étape. Victime d'une crevaison dans la première spéciale du lendemain, il abandonne plus deux minutes et rétrograde en cinquième position. Il poursuit ses efforts sur un rythme offensif et enregistre la totalité des scratchs restants au programme de la deuxième étape, lui permettant de reprendre aussitôt la seconde place puis de se défaire de Sergio Vallejo pour le gain du leadership. Titulaire d'une avance de près de deux minutes avant l'entame de la dernière journée de course, il monopolise le haut de la feuille des temps sur l'intégralité de la première boucle puis assure ses trajectoires pour rejoindre l'arrivée sans encombre et s'emparer de la tête du championnat.
| Étape   | Jour   | E.S. | Heure   | Nom                    | Distance | Clas. Spé. Cat.   | Clas. Spé.        | Temps             | Vit. Moy.         | Clas. Cat. | Clas. |
| ------- | ------ | ---- | ------- | ---------------------- | -------- | ----------------- | ----------------- | ----------------- | ----------------- | ---------- | ----- |
| Étape 1 | 23 mar | SS1  | 9 h 58  | La Trona 1             | 12,89 km | 5e                | 33e               | 9 min 11 s 0      | 84,2 km/h         | 5e         | 33e   |
| Étape 1 | 23 mar | SS2  | 10 h 33 | Alpens - Les Llosses 1 | 21,79 km | 1er               | 26e               | 14 min 37 s 6     | 89,4 km/h         | 1er        | 26e   |
| Étape 1 | 23 mar | SS3  | 11 h 33 | Vallfogona 1           | 15,80 km | 1er               | 25e               | 10 min 04 s 1     | 94,2 km/h         | 1er        | 25e   |
| Étape 1 | 23 mar | SS4  | 13 h 51 | La Trona 2             | 12,89 km | 6e                | 33e               | 9 min 13 s 4      | 83,9 km/h         | 2e         | 25e   |
| Étape 1 | 23 mar | SS5  | 14 h 26 | Alpens - Les Llosses 2 | 21,79 km | 2e                | 25e               | 14 min 34 s 3     | 89,7 km/h         | 1er        | 24e   |
| Étape 1 | 23 mar | SS6  | 15 h 26 | Vallfogona 2           | 15,80 km | 1er               | 23e               | 10 min 07 s 0     | 93,7 km/h         | 1er        | 23e   |
| Étape 2 | 24 mar | SS7  | 8 h 55  | Pratdip 1              | 31,57 km | 14e               | 47e               | 23 min 15 s 1     | 81,5 km/h         | 5e         | 30e   |
| Étape 2 | 24 mar | SS8  | 10 h 06 | Escaladei 1            | 14,43 km | 1er               | 21e               | 11 min 10 s 5     | 77,5 km/h         | 2e         | 26e   |
| Étape 2 | 24 mar | SS9  | 12 h 04 | La Riba 1              | 35,89 km | 1er               | 19e               | 23 min 38 s 6     | 91,1 km/h         | 2e         | 23e   |
| Étape 2 | 24 mar | SS10 | 14 h 34 | Pratdip 2              | 31,57 km | 1er               | 17e               | 20 min 48 s 5     | 91,0 km/h         | 1er        | 21e   |
| Étape 2 | 24 mar | SS11 | 15 h 45 | Escaladei 2            | 14,43 km | 1er               | 16e               | 11 min 32 s 3     | 75,0 km/h         | 1er        | 18e   |
| Étape 2 | 24 mar | SS12 | 17 h 43 | La Riba 2              | 35,89 km | Spéciale annulée  | Spéciale annulée  | Spéciale annulée  | Spéciale annulée  | 1er        | 18e   |
| Étape 3 | 25 mar | SS13 | 8 h 36  | Coll de Bracons 1      | 19,66 km | 1er               | 17e               | 14 min 01 s 0     | 84,2 km/h         | 1er        | 18e   |
| Étape 3 | 25 mar | SS14 | 9 h 53  | Osor 1                 | 13,26 km | 1er               | 17e               | 8 min 57 s 3      | 88,8 km/h         | 1er        | 16e   |
| Étape 3 | 25 mar | SS15 | 10 h 27 | Collsesplanes 1        | 26,28 km | 1er               | 16e               | 18 min 02 s 0     | 87,4 km/h         | 1er        | 16e   |
| Étape 3 | 25 mar | SS16 | 12 h 18 | Coll de Bracons 2      | 19,66 km | 2e                | 16e               | 14 min 11 s 7     | 83,1 km/h         | 1er        | 15e   |
| Étape 3 | 25 mar | SS17 | 13 h 35 | Osor 2                 | 13,26 km | Temps forfaitaire | Temps forfaitaire | Temps forfaitaire | Temps forfaitaire | 1er        | 15e   |
| Étape 3 | 25 mar | SS18 | 14 h 09 | Collsesplanes 2        | 26,28 km | 3e                | 18e               | 18 min 28 s 2     | 85,4 km/h         | 1er        | 15e   |

### 48th Acropolis Rally
Le calendrier JWRC reprend son cours dans le cadre du rallye de l'Acropole après une pause de plus de dix semaines. Sébastien Loeb découvre pour la première fois de sa carrière l'épreuve réputée la plus cassante de la saison, qualifiée d'enfer pour la mécanique. Auteur du quatrième temps à l'issue des deux premières spéciales, l'Alsacien écope d'une pénalité de trois minutes pour retard de pointage et rétrograde en quatorzième position. Il enregistre le scratch dans le secteur suivant et entame une remontée significative lui permettant de se hisser à la quatrième place au soir de la première étape. Affichant un déficit de plus d'une minute sur le leader François Duval, il poursuit son effort à l'entame de la deuxième journée de course et s'empare des commandes dans le premier passage de Karoutes en profitant de l'abandon du jeune Belge. Détenteur d'une avance de plus d'une demi-minute, il réduit la prise de risques et cale son rythme sur celui de ses poursuivants directs Cédric Robert et Benoît Rousselot. Ses deux compatriotes sont finalement victimes de problèmes mécaniques, lui permettant d'assurer une seconde victoire en arborant une marge de près de trois minutes sur l'Italien Andrea Dallavilla.
| Étape   | Jour    | E.S. | Heure   | Nom                | Distance | Clas. Spé. Cat.  | Clas. Spé.       | Temps            | Vit. Moy.        | Clas. Cat. | Clas. |
| ------- | ------- | ---- | ------- | ------------------ | -------- | ---------------- | ---------------- | ---------------- | ---------------- | ---------- | ----- |
| Étape 1 | 15 juin | SS1  | 10 h 13 | Mendenitsa 1       | 26,92 km | 4e               | 47e              | 23 min 30 s 0    | 68,7 km/h        | 4e         | 46e   |
| Étape 1 | 15 juin | SS2  | 10 h 58 | Paleohori          | 10,85 km | 4e               | 51e              | 9 min 44 s 9     | 66,8 km/h        | 14e        | 69e   |
| Étape 1 | 15 juin | SS3  | 12 h 33 | Inohori 1          | 23,00 km | 1er              | 29e              | 20 min 04 s 0    | 68,8 km/h        | 10e        | 57e   |
| Étape 1 | 15 juin | SS4  | 13 h 16 | Pavliani 1         | 24,45 km | 2e               | 30e              | 22 min 24 s 3    | 65,5 km/h        | 5e         | 44e   |
| Étape 1 | 15 juin | SS5  | 16 h 00 | Elatia             | 31,40 km | Spéciale annulée | Spéciale annulée | Spéciale annulée | Spéciale annulée | 5e         | 44e   |
| Étape 1 | 15 juin | SS6  | 17 h 28 | Mendenitsa 2       | 26,92 km | 2e               | 32e              | 24 min 15 s 7    | 66,6 km/h        | 4e         | 36e   |
| Étape 2 | 16 juin | SS7  | 17 h 28 | Pavliani 2         | 24,45 km | 1er              | 26e              | 22 min 10 s 3    | 66,2 km/h        | 3e         | 31e   |
| Étape 2 | 16 juin | SS8  | 10 h 23 | Karoutes 1         | 18,89 km | 1er              | 23e              | 13 min 37 s 6    | 83,2 km/h        | 1er        | 27e   |
| Étape 2 | 16 juin | SS9  | 12 h 56 | Livadia 1          | 11,66 km | 2e               | 28e              | 10 min 36 s 4    | 66,0 km/h        | 1er        | 26e   |
| Étape 2 | 16 juin | SS10 | 13 h 34 | Stiri 1            | 3,59 km  | 2e               | 33e              | 2 min 18 s 5     | 93,3 km/h        | 1er        | 26e   |
| Étape 2 | 16 juin | SS11 | 14 h 31 | Gravia 1           | 17,13 km | 2e               | 26e              | 14 min 47 s 9    | 69,5 km/h        | 1er        | 25e   |
| Étape 2 | 16 juin | SS12 | 16 h 16 | Inohori 2          | 23,00 km | 2e               | 26e              | 20 min 37 s 7    | 66,9 km/h        | 1er        | 25e   |
| Étape 2 | 16 juin | SS13 | 17 h 24 | Karoutes 2         | 18,89 km | 1er              | 23e              | 13 min 38 s 4    | 83,1 km/h        | 1er        | 24e   |
| Étape 3 | 17 juin | SS14 | 8 h 33  | Amfiklia 1         | 8,25 km  | 1er              | 23e              | 5 min 44 s 2     | 86,3 km/h        | 1er        | 24e   |
| Étape 3 | 17 juin | SS15 | 9 h 06  | Elatia - Rengini 1 | 38,69 km | 1er              | 24e              | 29 min 20 s 0    | 79,1 km/h        | 1er        | 23e   |
| Étape 3 | 17 juin | SS16 | 12 h 04 | Livadia 2          | 11,66 km | 4e               | 26e              | 10 min 59 s 0    | 63,7 km/h        | 1er        | 22e   |
| Étape 3 | 17 juin | SS17 | 12 h 42 | Stiri 2            | 3,59 km  | 1er              | 24e              | 2 min 19 s 2     | 92,8 km/h        | 1er        | 22e   |
| Étape 3 | 17 juin | SS18 | 13 h 39 | Gravia 2           | 17,13 km | 1er              | 21e              | 14 min 52 s 9    | 69,1 km/h        | 1er        | 21e   |
| Étape 3 | 17 juin | SS19 | 15 h 07 | Amfiklia 2         | 8,25 km  | 5e               | 26e              | 6 min 00 s 1     | 82,5 km/h        | 1er        | 20e   |
| Étape 3 | 17 juin | SS20 | 15 h 40 | Elatia - Rengini 2 | 38,69 km | 4e               | 23e              | 30 min 30 s 8    | 76,1 km/h        | 1er        | 19e   |

### 51st Neste Rally Finland
Un an après sa découverte de l'épreuve soldée par un problème mécanique alors qu'il occupait la tête de sa catégorie, Sébastien Loeb retrouve le rallye de Finlande, terrain spécifique de par ses célèbres Jumps et réputé chasse gardée de pilotes des pays nordiques. Auteur du premier temps scratch, il s'empare des commandes et se retrouve à la lutte pour le leadership face à Manfred Stohl et Andrea Dallavilla. L'Autrichien est le premier à céder en arrachant une roue dans le secteur de Palsankylä avant que le pilote italien n'endommage significativement sa Fiat Punto S1600 dans une sortie de route deux spéciales plus loin. Titulaire d'une avance de près de quarante secondes sur son poursuivant direct François Duval au soir de la première journée, il réduit sensiblement son rythme à l'entame de la seconde étape pour assurer ses trajectoires. Victime d'une erreur de pointage au départ de Ehikki, il écope d'une minute de pénalité le rétrogradant à la deuxième place et repart à l'offensive en monopolisant le haut de la feuille des temps. Il refoule Duval de la tête du classement JWRC et creuse une avance de dix-sept secondes au moment de rejoindre le parc fermé. Le jeune Belge abandonne finalement dans la première spéciale de l'ultime journée de course, laissant ainsi Loeb sans rival pour décrocher une troisième victoire consécutive.
| Étape   | Jour   | E.S. | Heure   | Nom            | Distance | Clas. Spé. Cat. | Clas. Spé. | Temps         | Vit. Moy.  | Clas. Cat. | Clas. |
| ------- | ------ | ---- | ------- | -------------- | -------- | --------------- | ---------- | ------------- | ---------- | ---------- | ----- |
| Étape 1 | 24 aoû | SS1  | 9 h 43  | Valkola 1      | 8,42 km  | 1er             | 52e        | 5 min 05 s 6  | 99,2 km/h  | 1er        | 52e   |
| Étape 1 | 24 aoû | SS2  | 10 h 26 | Lankamaa 1     | 23,47 km | 2e              | 48e        | 13 min 06 s 0 | 107,5 km/h | 2e         | 49e   |
| Étape 1 | 24 aoû | SS3  | 11 h 19 | Laukaa 1       | 12,40 km | 1er             | 46e        | 6 min 48 s 7  | 109,2 km/h | 1er        | 46e   |
| Étape 1 | 24 aoû | SS4  | 13 h 25 | Mökkiperä      | 13,38 km | 2e              | 47e        | 7 min 16 s 2  | 110,4 km/h | 1er        | 45e   |
| Étape 1 | 24 aoû | SS5  | 14 h 06 | Palsankylä     | 25,47 km | 3e              | 59e        | 15 min 51 s 5 | 96,4 km/h  | 2e         | 47e   |
| Étape 1 | 24 aoû | SS6  | 16 h 56 | Valkola 2      | 8,42 km  | 3e              | 54e        | 5 min 14 s 9  | 96,3 km/h  | 2e         | 48e   |
| Étape 1 | 24 aoû | SS7  | 17 h 39 | Lankamaa 2     | 23,47 km | 1er             | 39e        | 13 min 18 s 7 | 105,8 km/h | 1er        | 43e   |
| Étape 1 | 24 aoû | SS8  | 18 h 32 | Laukaa 2       | 12,40 km | 1er             | 44e        | 6 min 49 s 3  | 109,1 km/h | 1er        | 42e   |
| Étape 1 | 24 aoû | SS9  | 20 h 00 | SSS Killeri 1  | 2,06 km  | 1er             | 50e        | 1 min 31 s 1  | 81,4 km/h  | 1er        | 42e   |
| Étape 2 | 25 aoû | SS10 | 8 h 03  | Talviainen 1   | 30,30 km | 2e              | 48e        | 16 min 43 s 0 | 108,8 km/h | 1er        | 42e   |
| Étape 2 | 25 aoû | SS11 | 9 h 16  | Wärtsilä       | 17,40 km | 2e              | 46e        | 9 min 09 s 5  | 114,0 km/h | 1er        | 42e   |
| Étape 2 | 25 aoû | SS12 | 9 h 51  | Paijala        | 12,81 km | 1er             | 48e        | 6 min 36 s 6  | 116,3 km/h | 1er        | 42e   |
| Étape 2 | 25 aoû | SS13 | 11 h 58 | Ehikki         | 19,07 km | 1er             | 44e        | 10 min 35 s 9 | 108,0 km/h | 2e         | 46e   |
| Étape 2 | 25 aoû | SS14 | 12 h 36 | Parkkola       | 15,80 km | 1er             | 41e        | 8 min 59 s 5  | 105,4 km/h | 2e         | 42e   |
| Étape 2 | 25 aoû | SS15 | 13 h 14 | Leustu         | 23,58 km | 1er             | 40e        | 13 min 08 s 2 | 107,7 km/h | 1er        | 41e   |
| Étape 2 | 25 aoû | SS16 | 15 h 32 | Ouninpohja 1   | 34,11 km | 2e              | 37e        | 18 min 23 s 4 | 111,3 km/h | 1er        | 40e   |
| Étape 2 | 25 aoû | SS17 | 16 h 35 | Vaheri         | 25,42 km | 1er             | 33e        | 13 min 45 s 1 | 110,9 km/h | 1er        | 36e   |
| Étape 2 | 25 aoû | SS18 | 20 h 15 | SSS Killeri 2  | 2,06 km  | 1er             | 48e        | 1 min 30 s 9  | 81,6 km/h  | 1er        | 36e   |
| Étape 3 | 26 aoû | SS19 | 9 h 53  | Moksi - Leustu | 40,84 km | 1er             | 26e        | 23 min 32 s 7 | 104,1 km/h | 1er        | 29e   |
| Étape 3 | 26 aoû | SS20 | 12 h 11 | Talviainen 2   | 30,30 km | 4e              | 42e        | 17 min 22 s 0 | 104,7 km/h | 1er        | 29e   |
| Étape 3 | 26 aoû | SS21 | 13 h 39 | Ouninpohja 2   | 25,20 km | 2e              | 33e        | 13 min 30 s 8 | 111,9 km/h | 1er        | 28e   |

### 43º Rallye Sanremo – Rallye d'Italia
Titulaire de seize points d'avance dans le classement du mondial junior sur son dauphin Andrea Dallavilla, Sébastien Loeb fait l'impasse sur la quatrième manche du championnat disputée lors du rallye Sanremo afin de saisir l'opportunité offerte par le double chevron d'effectuer ses premiers pas au volant de la Citroën Xsara WRC sur l'épreuve italienne et de se mesurer ainsi à l'élite mondiale. L'Alsacien est convié quelques semaines avant le départ à une séance d'essais organisée sur l'autodrome de Linas-Montlhéry afin de découvrir la voiture et de tester l'ensemble de la gamme de pneumatiques disponibles. Auteur d'un départ prudent sur les recommandations de Guy Fréquelin, il évolue entre la sixième et la huitième place du général à l'issue des premiers secteurs chronométrés, à la lutte contre les Ford Focus de Carlos Sainz et François Delecour. Tirant profit de la rectification de ses notes, il améliore sa pointe de vitesse lors des deuxièmes passages et accroche la cinquième position au soir de la première étape en prenant le dessus sur le champion du monde en titre Marcus Grönholm dans la dernière spéciale. Il signe son premier scratch en WRC le lendemain matin dans le secteur de Molini et se hisse à la deuxième place du général derrière Gilles Panizzi, vainqueur sortant du Sanremo et considéré comme la référence mondiale sur asphalte. Occupant jusqu'alors la tête du rallye au volant d'une autre Xsara, l'Espagnol Jesús Puras arrache une roue sur ce même tronçon et abandonne la compétition, imité dans le secteur suivant par le troisième pilote de la marque aux chevrons Philippe Bugalski. Menacé par Didier Auriol, Loeb poursuit son effort tout au long de la deuxième étape et enregistre un scratch supplémentaire lors de la boucle de l'après-midi dans une lutte intense entre les deux hommes. Il défend son rang avec succès et rejoint le parc fermé avec une avance de sept secondes sur le pilote Peugeot. L'Alsacien consolide sa deuxième place dès l'entame de l'ultime étape et profite des conditions de route particulièrement difficiles rencontrées lors des deux passages de San Romolo pour creuser des écarts significatifs. Évoluant sous de fortes averses et sur des pistes recouvertes de feuilles mortes, il réduit des deux tiers le retard accumulé sur Panizzi. Franchissant la ligne d'arrivée à onze secondes du pilote de Roquebrune-Cap-Martin, il décroche le premier podium mondial de sa carrière pour son troisième départ en catégorie reine. Ce résultat inopiné marque les esprits de nombreux observateurs et focalise sur lui l'attention des médias et des acteurs du WRC, notamment par la réception de propositions de contrats fermes émanant des écuries usines adverses Mitsubishi et Subaru : « Ayant atteint mes objectifs en championnat de France et en J-WRC, Guy Fréquelin m’a confié une Xsara WRC pour la première fois. À vrai dire, j’espérais faire un bon résultat, puisque j’étais dans les temps de Bugalski en essais. Après la première spéciale, j’étais à quatre secondes du scratch en ayant roulé tranquillement. C’était quand même une petite surprise ! Nous avons fait une fin de course de folie pour terminer juste derrière Panizzi. Avant ce rallye, j’envoyais des fax aux constructeurs pour leur signifier que j’existais. Après le Sanremo, tout le monde m’appelait pour me faire signer des programmes complets. ». Il choisit néanmoins de demeurer fidèle au double chevron en prolongeant sa collaboration avec la structure française pour deux saisons supplémentaires,,,,,,.
| Étape   | Jour  | E.S. | Heure   | Nom             | Distance | Clas. Spé. | Temps         | Vit. Moy.  | Clas. |
| ------- | ----- | ---- | ------- | --------------- | -------- | ---------- | ------------- | ---------- | ----- |
| Étape 1 | 5 oct | SS1  | 8 h 24  | Coldirodi 1     | 12,41 km | 8e         | 8 min 02 s 8  | 92,5 km/h  | 8e    |
| Étape 1 | 5 oct | SS2  | 9 h 12  | Langan 1        | 25,29 km | 5e         | 16 min 59 s 8 | 89,3 km/h  | 6e    |
| Étape 1 | 5 oct | SS3  | 9 h 51  | Rezzo 1         | 12,29 km | 8e         | 9 min 19 s 8  | 79,0 km/h  | 6e    |
| Étape 1 | 5 oct | SS4  | 11 h 50 | San Bernardo 1  | 19,44 km | 5e         | 11 min 41 s 0 | 99,8 km/h  | 5e    |
| Étape 1 | 5 oct | SS5  | 12 h 45 | Nava 1          | 19,03 km | 4e         | 12 min 06 s 0 | 94,4 km/h  | 6e    |
| Étape 1 | 5 oct | SS6  | 15 h 50 | Coldirodi 2     | 12,41 km | 8e         | 7 min 58 s 4  | 93,4 km/h  | 6e    |
| Étape 1 | 5 oct | SS7  | 16 h 38 | Langan 2        | 25,29 km | 4e         | 16 min 47 s 9 | 90,3 km/h  | 6e    |
| Étape 1 | 5 oct | SS8  | 17 h 17 | Rezzo 2         | 12,29 km | 4e         | 9 min 17 s 1  | 79,4 km/h  | 5e    |
| Étape 2 | 6 oct | SS9  | 8 h 07  | Passo Teglia 1  | 14,32 km | 7e         | 10 min 31 s 5 | 81,6 km/h  | 5e    |
| Étape 2 | 6 oct | SS10 | 8 h 32  | Molini 1        | 25,29 km | 1er        | 16 min 52 s 6 | 89,9 km/h  | 2e    |
| Étape 2 | 6 oct | SS11 | 9 h 35  | Perinaldo 1     | 12,16 km | 5e         | 7 min 48 s 6  | 93,4 km/h  | 3e    |
| Étape 2 | 6 oct | SS12 | 11 h 52 | San Bernardo 2  | 19,44 km | 4e         | 11 min 36 s 9 | 100,4 km/h | 2e    |
| Étape 2 | 6 oct | SS13 | 12 h 47 | Nava 2          | 19,03 km | 3e         | 12 min 01 s 5 | 95,0 km/h  | 2e    |
| Étape 2 | 6 oct | SS14 | 15 h 35 | Passo Teglia 2  | 14,32 km | 4e         | 10 min 26 s 6 | 82,3 km/h  | 3e    |
| Étape 2 | 6 oct | SS15 | 16 h 00 | Molini 2        | 25,29 km | 1er        | 16 min 43 s 7 | 90,7 km/h  | 2e    |
| Étape 2 | 6 oct | SS16 | 17 h 03 | Perinaldo 2     | 12,16 km | 3e         | 7 min 43 s 1  | 94,5 km/h  | 2e    |
| Étape 3 | 7 oct | SS17 | 8 h 32  | San Romolo 1    | 28,64 km | 1er        | 19 min 04 s 7 | 90,1 km/h  | 2e    |
| Étape 3 | 7 oct | SS18 | 9 h 45  | Colle d'Oggia 1 | 15,19 km | 4e         | 10 min 11 s 6 | 89,4 km/h  | 2e    |
| Étape 3 | 7 oct | SS19 | 12 h 33 | San Romolo 2    | 28,64 km | 1er        | 20 min 20 s 6 | 84,5 km/h  | 2e    |
| Étape 3 | 7 oct | SS20 | 13 h 46 | Colle d'Oggia 2 | 15,19 km | 9e         | 10 min 26 s 7 | 87,3 km/h  | 2e    |

### 45ePlayStation 2 Tour de Corse – Rallye de France
Pénultième manche du championnat JWRC, le Tour de Corse constitue la première opportunité pour Sébastien Loeb de s'adjuger mathématiquement le titre, celle-ci requérant que l'Alsacien marque quatre points de plus qu'Andrea Dallavilla, vainqueur du Sanremo en son absence et dernier adversaire encore en lice pour le sacre. Le duel entre les deux hommes est engagé dès la première étape. Quatrième à l'issue de la spéciale d'ouverture, Loeb signe le scratch dans le secteur suivant et accroche la deuxième place de la catégorie à sept secondes du pilote italien lors de son retour au parc fermé. Dallavilla lâche prise dès l'entame de la deuxième étape, abandonnant près de cinquante secondes dans le premier tronçon. Désormais en tête avec une marge significative, l'Alsacien réduit la prise de risques et contrôle la remontée de son adversaire jusqu'à l'arrivée, enregistrant le temps de référence de la dernière spéciale pour se mettre définitivement hors d'atteinte. Auteur de sa quatrième victoire de rang, il recueille les quatre points d'avance supplémentaire nécessaires à l'obtention de son premier titre international.
| Étape   | Jour   | E.S. | Heure   | Nom                    | Distance | Clas. Spé. Cat.  | Clas. Spé.       | Temps            | Vit. Moy.        | Clas. Cat. | Clas. |
| ------- | ------ | ---- | ------- | ---------------------- | -------- | ---------------- | ---------------- | ---------------- | ---------------- | ---------- | ----- |
| Étape 1 | 19 oct | SS1  | 8 h 56  | Cuttoli - Peri 1       | 17,40 km | 4e               | 22e              | 12 min 20 s 3    | 84,6 km/h        | 4e         | 22e   |
| Étape 1 | 19 oct | SS2  | 9 h 44  | Ocana - Radicale 1     | 27,64 km | 1er              | 18e              | 18 min 36 s 9    | 89,1 km/h        | 1er        | 19e   |
| Étape 1 | 19 oct | SS3  | 11 h 46 | Ste Marie-Sicché 1     | 36,73 km | 3e               | 21e              | 25 min 38 s 1    | 86,0 km/h        | 2e         | 19e   |
| Étape 1 | 19 oct | SS4  | 14 h 04 | Cuttoli - Peri 2       | 17,40 km | 2e               | 18e              | 12 min 16 s 9    | 85,0 km/h        | 2e         | 19e   |
| Étape 1 | 19 oct | SS5  | 14 h 52 | Ocana - Radicale 2     | 27,64 km | Spéciale annulée | Spéciale annulée | Spéciale annulée | Spéciale annulée | 2e         | 19e   |
| Étape 2 | 20 oct | SS6  | 9 h 15  | Ste Marie-Sicché 2     | 36,73 km | 1er              | 16e              | 25 min 26 s 7    | 86,6 km/h        | 1er        | 16e   |
| Étape 2 | 20 oct | SS7  | 11 h 40 | Gare de Carbuccia 1    | 11,02 km | 3e               | 22e              | 8 min 20 s 0     | 79,3 km/h        | 1er        | 16e   |
| Étape 2 | 20 oct | SS8  | 12 h 05 | Vero - Pont d'Azzana 2 | 18,28 km | 3e               | 21e              | 14 min 17 s 4    | 76,8 km/h        | 1er        | 16e   |
| Étape 2 | 20 oct | SS9  | 12 h 40 | Lopigna - Sarrola 1    | 30,11 km | 2e               | 15e              | 21 min 03 s 6    | 85,8 km/h        | 1er        | 15e   |
| Étape 2 | 20 oct | SS10 | 14 h 31 | Gare de Carbuccia 2    | 11,02 km | 3e               | 17e              | 7 min 50 s 1     | 84,4 km/h        | 1er        | 15e   |
| Étape 2 | 20 oct | SS11 | 14 h 57 | Vero - Pont d'Azzana 2 | 18,28 km | 2e               | 15e              | 13 min 45 s 8    | 79,7 km/h        | 1er        | 15e   |
| Étape 2 | 20 oct | SS12 | 15 h 32 | Lopigna - Sarrola 2    | 30,11 km | 1er              | 14e              | 20 min 44 s 4    | 87,1 km/h        | 1er        | 15e   |
| Étape 3 | 21 oct | SS13 | 9 h 59  | Pénitencier Coti 1     | 24,05 km | 2e               | 16e              | 16 min 21 s 7    | 88,2 km/h        | 1er        | 15e   |
| Étape 3 | 21 oct | SS14 | 10 h 35 | Pont de Calzola 1      | 31,79 km | 2e               | 14e              | 20 min 38 s 5    | 92,4 km/h        | 1er        | 14e   |
| Étape 3 | 21 oct | SS15 | 12 h 37 | Pénitencier Coti 2     | 24,05 km | 3e               | 16e              | 17 min 23 s 0    | 83,0 km/h        | 1er        | 13e   |
| Étape 3 | 21 oct | SS16 | 13 h 13 | Pont de Calzola 2      | 31,79 km | 1er              | 11e              | 21 min 33 s 0    | 88,5 km/h        | 1er        | 13e   |

### 57th Network Q Rally of Great Britain
La saison du championnat du monde junior s'achève un mois plus tard au rallye de Grande-Bretagne. Vainqueur de la Super-Spéciale d'ouverture, Sébastien Loeb se retrouve à la lutte face à François Duval dès les premiers secteurs significatifs pour le gain du leadership. Le jeune Belge part finalement à la faute dans le premier passage de Rhondda, laissant seuls l'Alsacien et Andrea Dallavilla dans la course à la victoire. Loeb poursuit ses efforts sur un rythme offensif et creuse un écart définitif dans le secteur de Brechfa, reléguant son adversaire italien à près d'une minute en moins de trente kilomètres. Les conditions de route se durcissent significativement lors des deux dernières étapes. Sur des pistes rendues glissantes et piégeuses par des averses persistantes, Loeb réduit la prise de risques et assure ses trajectoires, contrôlant la remontée tardive de son coéquipier Niall McShea. Il rejoint finalement la ligne d'arrivée sans encombre, titulaire de deux minutes d'avance sur le Britannique, et remporte sa cinquième victoire de la saison en autant de manches disputées.
| Étape   | Jour   | E.S. | Heure   | Nom             | Distance | Clas. Spé. Cat.   | Clas. Spé.        | Temps             | Vit. Moy.         | Clas. Cat. | Clas. |
| ------- | ------ | ---- | ------- | --------------- | -------- | ----------------- | ----------------- | ----------------- | ----------------- | ---------- | ----- |
| Étape 1 | 22 nov | SS1  | 19 h 10 | Cardiff Super 1 | 2,45 km  | 1er               | 49e               | 2 min 24 s 0      | 61,3 km/h         | 1er        | 48e   |
| Étape 1 | 23 nov | SS2  | 8 h 26  | St. Gwynno      | 13,67 km | 2e                | 36e               | 7 min 31 s 3      | 109,0 km/h        | 2e         | 35e   |
| Étape 1 | 23 nov | SS3  | 8 h 53  | Tyle            | 10,55 km | 6e                | 42e               | 6 min 33 s 7      | 96,5 km/h         | 2e         | 37e   |
| Étape 1 | 23 nov | SS4  | 9 h 29  | Rhondda 1       | 26,47 km | 1er               | 27e               | 16 min 00 s 0     | 99,3 km/h         | 1er        | 27e   |
| Étape 1 | 23 nov | SS5  | 12 h 40 | Crychan         | 13,06 km | 2e                | 26e               | 8 min 26 s 7      | 92,8 km/h         | 1er        | 27e   |
| Étape 1 | 23 nov | SS6  | 13 h 04 | Halfway         | 17,45 km | 2e                | 27e               | 11 min 32 s 5     | 90,7 km/h         | 1er        | 25e   |
| Étape 1 | 23 nov | SS7  | 16 h 03 | Brechfa 1       | 29,80 km | 1er               | 19e               | 20 min 21 s 2     | 87,8 km/h         | 1er        | 22e   |
| Étape 1 | 23 nov | SS8  | 16 h 51 | Trawscoed 1     | 26,26 km | 1er               | 16e               | 18 min 48 s 1     | 83,8 km/h         | 1er        | 19e   |
| Étape 2 | 24 nov | SS9  | 8 h 55  | Resolfen        | 46,45 km | 1er               | 18e               | 28 min 31 s 1     | 97,7 km/h         | 1er        | 19e   |
| Étape 2 | 24 nov | SS10 | 11 h 23 | Margam 1        | 27,93 km | 2e                | 19e               | 18 min 59 s 9     | 88,2 km/h         | 1er        | 17e   |
| Étape 2 | 24 nov | SS11 | 13 h 53 | Brechfa 2       | 29,80 km | Temps forfaitaire | Temps forfaitaire | Temps forfaitaire | Temps forfaitaire | 1er        | 15e   |
| Étape 2 | 24 nov | SS12 | 14 h 41 | Trawscoed 2     | 26,26 km | Spéciale annulée  | Spéciale annulée  | Spéciale annulée  | Spéciale annulée  | 1er        | 15e   |
| Étape 2 | 24 nov | SS13 | 19 h 10 | Cardiff Super 2 | 2,45 km  | 4e                | 39e               | 2 min 26 s 6      | 60,2 km/h         | 1er        | 15e   |
| Étape 3 | 25 nov | SS14 | 7 h 58  | Rheola 1        | 26,93 km | 2e                | 19e               | 17 min 45 s 4     | 91,0 km/h         | 1er        | 15e   |
| Étape 3 | 25 nov | SS15 | 9 h 42  | Rhondda 2       | 26,47 km | 3e                | 17e               | 16 min 16 s 3     | 97,6 km/h         | 1er        | 15e   |
| Étape 3 | 25 nov | SS16 | 12 h 18 | Rheola 2        | 26,93 km | 3e                | 21e               | 17 min 41 s 0     | 91,4 km/h         | 1er        | 15e   |
| Étape 3 | 25 nov | SS17 | 13 h 36 | Margam 2        | 27,93 km | 2e                | 18e               | 19 min 04 s 9     | 87,8 km/h         | 1er        | 15e   |

### Bilan de la saison
Vainqueur des cinq manches du championnat JWRC auxquelles il participa, Sébastien Loeb remporte son premier titre international pour sa première titularisation en tant que pilote officiel Citroën, établissant un écart final équivalent à deux victoires sur son dauphin Andrea Dallavilla. Il marque les esprits lors du rallye Sanremo qu'il termine à la seconde place, onze secondes derrière la référence mondiale sur asphalte Gilles Panizzi, décrochant ainsi son premier podium mondial pour son troisième départ en catégorie reine, le premier au volant de la Xsara WRC.
| #     | Rallye                     | Surface          | Catégorie | Départ | Victoire | Podium | Abandon | Points | E.S. Prog. | E.S. Clas. | E.S. Dép. | Scratchs | %Scratchs | E.S. Tête | %E.S. Tête | Clas. Cat. | Clas. |
| ----- | -------------------------- | ---------------- | --------- | ------ | -------- | ------ | ------- | ------ | ---------- | ---------- | --------- | -------- | --------- | --------- | ---------- | ---------- | ----- |
| 1     | Rallye Monte-Carlo         | Asphalte enneigé | A6        | ●      |          | ●      |         | 0      | 15         | 15         | 14        | 8        | 57,14 %   | 0         | 0,00 %     | 2e         | 15e   |
| 2     | Rallye de Suède            | Terre enneigée   | A6        | ●      |          |        | ●       | 0      | 17         | 8          | 9         | 1        | 11,11 %   | 1         | 12,50 %    | Ab.        | Ab.   |
| 3     | Rallye du Portugal         | Terre abrasive   | -         |        |          |        |         | -      | -          | -          | -         | -        | -         | -         | -          | -          | -     |
| 4     | Rallye de Catalogne        | Asphalte         | JWRC      | ●      | ●        | ●      |         | 10     | 18         | 18         | 16        | 10       | 62,50 %   | 13        | 72,22 %    | 1er        | 15e   |
| 5     | Rallye d'Argentine         | Terre abrasive   | -         |        |          |        |         | -      | -          | -          | -         | -        | -         | -         | -          | -          | -     |
| 6     | Rallye de Chypre           | Terre abrasive   | -         |        |          |        |         | -      | -          | -          | -         | -        | -         | -         | -          | -          | -     |
| 7     | Rallye de l'Acropole       | Terre abrasive   | JWRC      | ●      | ●        | ●      |         | 10     | 20         | 20         | 19        | 8        | 42,11 %   | 13        | 65,00 %    | 1er        | 19e   |
| 8     | Rallye Safari              | Terre rapide     | -         |        |          |        |         | -      | -          | -          | -         | -        | -         | -         | -          | -          | -     |
| 9     | Rallye de Finlande         | Terre rapide     | JWRC      | ●      | ●        | ●      |         | 10     | 21         | 21         | 21        | 12       | 57,14 %   | 16        | 76,19 %    | 1er        | 28e   |
| 10    | Rallye de Nouvelle-Zélande | Terre rapide     | -         |        |          |        |         | -      | -          | -          | -         | -        | -         | -         | -          | -          | -     |
| 11    | Rallye Sanremo             | Asphalte         | WRC       | ●      |          | ●      |         | 6      | 20         | 20         | 20        | 4        | 20,00 %   | 0         | 0,00 %     | 2e         | 2e    |
| 12    | Tour de Corse              | Asphalte         | JWRC      | ●      | ●        | ●      |         | 10     | 16         | 16         | 15        | 4        | 26,67 %   | 12        | 75,00 %    | 1er        | 13e   |
| 13    | Rallye d'Australie         | Terre rapide     | -         |        |          |        |         | -      | -          | -          | -         | -        | -         | -         | -          | -          | -     |
| 14    | Rallye de Grande-Bretagne  | Terre rapide     | JWRC      | ●      | ●        | ●      |         | 10     | 17         | 17         | 15        | 5        | 33,33 %   | 15        | 88,24 %    | 1er        | 15e   |
| Total |                            |                  | A6        | 2      | 0        | 1      | 1       | 0      | 32         | 23         | 23        | 9        | 39,13 %   | 1         | 4,35 %     | N/A        | N/A   |
| Total | JWRC                       | 5                | 5         | 5      | 0        | 50     | 92      | 92     | 86         | 39         | 45,35 %   | 69       | 75,00 %   | 1er       | N/A        |            |       |
| Total | WRC                        | 1                | 0         | 1      | 0        | 6      | 20      | 20     | 20         | 4          | 20,00 %   | 0        | 0,00 %    | N/A       | 14e        |            |       |

## Championnat de France des rallyes
Parallèlement à son programme mondial, Sébastien Loeb mène de front un deuxième objectif en prenant part au Championnat de France des rallyes avec l'ambition de décrocher le titre national sur asphalte. Toujours appuyé par les moyens logistiques de Citroën Sport et le soutien financier significatif de Jean-Pierre Champeau , l'Alsacien se voit confier une Xsara Kit Car exploitée par la structure espagnole Piedrafita pour l'ensemble de la saison.

### 53eRallye Lyon-Charbonnières-Rhône
Une semaine après sa victoire en Catalogne dans le cadre du mondial junior, Sébastien Loeb prend le départ du rallye Lyon-Charbonnières, manche d'ouverture du championnat de France, pour la première fois de sa carrière. Signataire des trois premiers temps scratchs, il s'empare des commandes dès le coup d'envoi et construit une avance de douze secondes sur la Peugeot 306 Maxi de Pascal Enjolras lors du retour au parc fermé. Il creuse des écarts significatifs sur son adversaire direct dans la boucle matinale de la seconde étape et accroît progressivement sa marge au-delà des deux minutes. Contraint de ralentir son rythme en fin de parcours en raison d'un problème de filetage de bougie, il parvient à rejoindre l'arrivée en tête et s'impose pour la deuxième fois de sa carrière au classement général d'une épreuve nationale après sa victoire en 2000 au rallye du Var.
| Étape   | Jour   | E.S. | Heure   | Nom                                               | Distance | Clas. Spé. | Temps         | Vit. Moy.   | Clas. |
| ------- | ------ | ---- | ------- | ------------------------------------------------- | -------- | ---------- | ------------- | ----------- | ----- |
| Étape 1 | 30 mar | SS1  | 18 h 03 | Besseney - Montrottier - Brullioles               | 15,14 km | 1er        | 7 min 31 s 6  | 120,69 km/h | 1er   |
| Étape 1 | 30 mar | SS2  | 19 h 06 | Courzieu - Yzeron                                 | 9,73 km  | 1er        | 5 min 36 s 3  | 104,16 km/h | 1er   |
| Étape 1 | 30 mar | SS3  | 19 h 29 | Rontalon - Chaussan                               | 9,38 km  | 1er        | 5 min 03 s 1  | 111,41 km/h | 1er   |
| Étape 1 | 30 mar | SS4  | 21 h 27 | Limonest - Mont Verdun                            | 5,15 km  | 2e         | 2 min 59 s 7  | 103,17 km/h | 1er   |
| Étape 1 | 30 mar | SS5  | 22 h 05 | Lyon Gerland Super Spéciale                       | 1,76 km  | 2e         | 1 min 04 s 2  | 98,69 km/h  | 1er   |
| Étape 2 | 31 mar | SS6  | 8 h 48  | Marchampt - Claveisolles - Saint-Cyr-le-Chatoux 1 | 24,90 km | 1er        | 12 min 29 s 7 | 119,57 km/h | 1er   |
| Étape 2 | 31 mar | SS7  | 9 h 36  | Ronno - Valsonne - Les Sauvages 1                 | 9,63 km  | 1er        | 5 min 28 s 3  | 105,60 km/h | 1er   |
| Étape 2 | 31 mar | SS8  | 10 h 54 | La Croix Couverte 1                               | 34,80 km | 1er        | 17 min 23 s 7 | 120,03 km/h | 1er   |
| Étape 2 | 31 mar | SS9  | 11 h 37 | Thizy - Mardore - Les Noirs 1                     | 16,40 km | 1er        | 8 min 48 s 1  | 111,80 km/h | 1er   |
| Étape 2 | 31 mar | SS10 | 14 h 45 | Beaujeu - Chiroubles 1                            | 24,15 km | 1er        | 12 min 51 s 3 | 112,72 km/h | 1er   |
| Étape 2 | 31 mar | SS11 | 15 h 53 | Marchampt - Claveisolles - Saint-Cyr-le-Chatoux 2 | 24,90 km | 1er        | 12 min 33 s 9 | 118,90 km/h | 1er   |
| Étape 2 | 31 mar | SS12 | 16 h 41 | Ronno - Valsonne - Les Sauvages 2                 | 9,63 km  | 1er        | 5 min 29 s 2  | 105,31 km/h | 1er   |
| Étape 2 | 31 mar | SS13 | 18 h 14 | La Croix Couverte 2                               | 34,80 km | 3e         | 18 min 17 s 0 | 114,20 km/h | 1er   |
| Étape 2 | 31 mar | SS14 | 18 h 57 | Thizy - Mardore - Les Noirs 2                     | 16,40 km | 5e         | 9 min 29 s 7  | 103,63 km/h | 1er   |
| Étape 2 | 31 mar | SS15 | 20 h 20 | Beaujeu - Chiroubles 2                            | 24,15 km | 6e         | 14 min 14 s 1 | 101,79 km/h | 1er   |

### 32eTour Auto de La Réunion
Absent du calendrier de première division depuis la saison 1978 et la victoire de Jean-Louis Clarr, le Tour auto de La Réunion effectue en 2001 son retour au plus haut niveau national. Sur une épreuve qu'il découvre, Sébastien Loeb fait face à des prises de notes compliqués en raison de la variété du tracé et redoute la présence d'averses pluvieuses qui avantageraient ses adversaires disposant de voitures à quatre roues motrices : « Le parcours est hyper varié, avec des parties rapides, des parties serrées, des portions très étroites et d’autres plus larges. Les tronçons entre les champs de canne à sucre sont les plus piégeux, avec de nombreux virages cachés, des cordes traîtresses. En ce qui concerne le grip, on passe du goudron très abrasif au béton complètement lisse. Sur le sec, ça passe. Si jamais il se met à pleuvoir, ça risque d’être difficile. »,. Incommodé par les réglages inadaptés de sa Citroën Xsara Kit Car, l'Alsacien abandonne plus de six secondes sur la Subaru Impreza WRC de Jean-Claude Chaussalet à l'issue des deux premiers secteurs chronométrés. Profitant de la première assistance matinale pour adoucir les barres stabilisatrices avant, il accroche la seconde place du général à la suite de la sortie de route de Malik Unia mais avoue toujours souffrir de sous-virage persistant,,. Affichant un déficit supérieur à seize secondes sur Chaussalet, Loeb signe son premier temps scratch dans le deuxième passage de Tamarins après optimisation du Set-Up de sa voiture et réduit de trois quarts le retard accumulé. Il sacrifie son niveau de compétitivité dans la sixième spéciale pour économiser son stock de pneus neufs et abandonne quelques secondes supplémentaires dans le secteur suivant en évitant un chien sur la route,,. Auteur du temps de référence dans les deux passages de Trois Bassins disputés de nuit, il creuse des écarts significatifs sur la concurrence et s'empare des commandes au détriment de Jean-Claude Chaussalet, contraint à l'abandon après avoir endommagé son cardan,,. Détenteur de plus d'une minute d'avance sur son poursuivant direct Philippe Maitre à l'entame de la seconde étape, l'Alsacien réduit la prise de risques et assure ses trajectoires. Il augmente de nouveau sa marge dans les secteurs traversant les champs de canne à sucre en tirant profit des erreurs de pilotage de ses adversaires puis rejoint l'arrivée à la nuit tombée pour remporter sa deuxième victoire consécutive : « Je suis content. C’est mieux que prévu, puisque je prends le maximum de points. »,,,.
| Étape   | Jour  | E.S. | Heure   | Nom                   | Distance | Clas. Spé. | Temps         | Vit. Moy.  | Clas. |
| ------- | ----- | ---- | ------- | --------------------- | -------- | ---------- | ------------- | ---------- | ----- |
| Étape 1 | 4 mai | SS1  | 9 h 45  | Trois Bancs           | 4,00 km  | 5e         | 2 min 39 s 6  | 90,23 km/h | 5e    |
| Étape 1 | 4 mai | SS2  | 10 h 15 | La Montagne           | 6,35 km  | 4e         | 4 min 30 s 1  | 84,64 km/h | 4e    |
| Étape 1 | 4 mai | SS3  | 11 h 45 | Tamarins 1            | 22,40 km | 2e         | 17 min 39 s 6 | 76,10 km/h | 2e    |
| Étape 1 | 4 mai | SS4  | 12 h 35 | Avirons 1             | 10,66 km | 2e         | 9 min 21 s 0  | 68,41 km/h | 2e    |
| Étape 1 | 4 mai | SS5  | 14 h 50 | Tamarins 2            | 22,40 km | 1er        | 17 min 17 s 2 | 77,75 km/h | 2e    |
| Étape 1 | 4 mai | SS6  | 15 h 40 | Avirons 2             | 10,66 km | 4e         | 9 min 20 s 9  | 68,42 km/h | 2e    |
| Étape 1 | 4 mai | SS7  | 18 h 50 | Panon 1               | 4,70 km  | 4e         | 3 min 37 s 7  | 77,72 km/h | 2e    |
| Étape 1 | 4 mai | SS8  | 19 h 15 | Trois Bassins 1       | 14,70 km | 1er        | 10 min 50 s 4 | 81,37 km/h | 1er   |
| Étape 1 | 4 mai | SS9  | 20 h 50 | Panon 2               | 4,70 km  | 3e         | 3 min 36 s 7  | 78,08 km/h | 1er   |
| Étape 1 | 4 mai | SS10 | 21 h 15 | Trois Bassins 2       | 14,70 km | 1er        | 10 min 49 s 6 | 81,47 km/h | 1er   |
| Étape 2 | 5 mai | SS11 | 10 h 30 | Les Canots            | 9,76 km  | 2e         | 7 min 19 s 8  | 79,89 km/h | 1er   |
| Étape 2 | 5 mai | SS12 | 12 h 05 | Notre-Dame de la Paix | 32,60 km | 1er        | 21 min 57 s 7 | 89,06 km/h | 1er   |
| Étape 2 | 5 mai | SS13 | 13 h 50 | La Crête              | 17,75 km | 2e         | 13 min 04 s 1 | 81,49 km/h | 1er   |
| Étape 2 | 5 mai | SS14 | 15 h 35 | Les Radiers 1         | 17,62 km | 3e         | 13 min 29 s 3 | 78,38 km/h | 1er   |
| Étape 2 | 5 mai | SS15 | 16 h 05 | Cambourg 1            | 8,60 km  | 3e         | 5 min 50 s 7  | 88,28 km/h | 1er   |
| Étape 2 | 5 mai | SS16 | 17 h 40 | Les Radiers 2         | 17,62 km | 2e         | 13 min 15 s 2 | 79,77 km/h | 1er   |
| Étape 2 | 5 mai | SS17 | 18 h 10 | Cambourg 2            | 8,60 km  | 1er        | 5 min 48 s 9  | 88,74 km/h | 1er   |

### 17eRallye Alsace-Sélestat-Vosges
Organisé dans sa région natale, le rallye Alsace-Vosges constitue la première épreuve du championnat pour laquelle Sébastien Loeb dispose d'une expérience préalable en l'ayant disputée deux fois par le passé : « Pour la première fois de l'année, je vais évoluer sur un terrain que je connais. Même si l'objectif est de gagner, le fait de courir à domicile ne me met pas de pression supplémentaire. Je serai juste encore plus heureux de gagner ici. »,. Auteur du temps de référence des deux premiers secteurs chronométrés, il se hisse en tête dès le coup d'envoi et creuse une avance de plus de dix-huit secondes sur la Peugeot 306 Maxi de Pascal Enjolras au soir de la première étape,,. Il poursuit son offensive le lendemain, enregistrant cinq des sept scratchs au programme, et accroît sa marge au-delà des deux minutes sur un quatuor de voitures de la marque au Lion,,,. Désormais hors d'atteinte à la régulière, il décide d'assurer son rythme lors de l'ultime étape mais conserve une pointe de vitesse suffisante pour monopoliser le haut de la feuille des temps sur l'ensemble des tronçons. Il franchit l'arrivée avec près de cinq minutes d'avance sur Éric Mauffrey et devient le premier pilote alsacien à s'imposer sur cette épreuve, consolidant par cette troisième victoire consécutive sa place de leader au championnat,,.
| Étape   | Jour   | E.S. | Heure   | Nom                                | Distance | Clas. Spé. | Temps         | Vit. Moy.   | Clas. |
| ------- | ------ | ---- | ------- | ---------------------------------- | -------- | ---------- | ------------- | ----------- | ----- |
| Étape 1 | 18 mai | SS1  | 19 h 11 | Epfig - Blienschwiller - Nothalten | 11,30 km | 1er        | 6 min 21 s 6  | 106,60 km/h | 1er   |
| Étape 1 | 18 mai | SS2  | 20 h 02 | Haut-Kœnigsbourg                   | 9,52 km  | 1er        | 5 min 01 s 1  | 113,82 km/h | 1er   |
| Étape 1 | 18 mai | SS3  | 20 h 30 | Ville de Sélestat 1                | 4,68 km  | 4e         | 3 min 32 s 6  | 79,25 km/h  | 1er   |
| Étape 2 | 19 mai | SS4  | 11 h 18 | Col de Fouchy 1                    | 8,06 km  | 1er        | 4 min 48 s 0  | 100,75 km/h | 1er   |
| Étape 2 | 19 mai | SS5  | 12 h 02 | Col de la Charbonnière 1           | 13,58 km | 1er        | 6 min 32 s 2  | 124,65 km/h | 1er   |
| Étape 2 | 19 mai | SS6  | 14 h 07 | Ville de Sélestat 2                | 4,68 km  | 2e         | 3 min 31 s 1  | 79,81 km/h  | 1er   |
| Étape 2 | 19 mai | SS7  | 14 h 46 | Col de Fouchy 2                    | 8,06 km  | 1er        | 4 min 47 s 9  | 100,78 km/h | 1er   |
| Étape 2 | 19 mai | SS8  | 15 h 50 | Ormont - Ortomont                  | 34,88 km | 1er        | 18 min 10 s 1 | 115,19 km/h | 1er   |
| Étape 2 | 19 mai | SS9  | 17 h 00 | Col de la Charbonnière 2           | 13,58 km | 1er        | 6 min 32 s 1  | 124,68 km/h | 1er   |
| Étape 2 | 19 mai | SS10 | 18 h 38 | Ville de Sélestat 3                | 4,68 km  | 3e         | 3 min 32 s 3  | 79,36 km/h  | 1er   |
| Étape 3 | 20 mai | SS11 | 7 h 17  | Corcieux 1                         | 23,60 km | 1er        | 12 min 54 s 1 | 109,75 km/h | 1er   |
| Étape 3 | 20 mai | SS12 | 9 h 06  | Raids de Robache 1                 | 15,18 km | 1er        | 7 min 48 s 7  | 116,59 km/h | 1er   |
| Étape 3 | 20 mai | SS13 | 9 h 34  | Châtas 1                           | 18,32 km | 1er        | 9 min 40 s 3  | 113,65 km/h | 1er   |
| Étape 3 | 20 mai | SS14 | 10 h 43 | Moyenmoutier 1                     | 15,45 km | 1er        | 8 min 55 s 3  | 103,90 km/h | 1er   |
| Étape 3 | 20 mai | SS15 | 11 h 41 | Corcieux 2                         | 23,60 km | 1er        | 12 min 58 s 8 | 109,09 km/h | 1er   |
| Étape 3 | 20 mai | SS16 | 14 h 06 | Raids de Robache 2                 | 15,18 km | 1er        | 7 min 55 s 3  | 114,98 km/h | 1er   |
| Étape 3 | 20 mai | SS17 | 14 h 34 | Châtas 2                           | 18,32 km | 1er        | 9 min 41 s 5  | 113,42 km/h | 1er   |
| Étape 3 | 20 mai | SS18 | 15 h 35 | Moyenmoutier 2                     | 15,45 km | 1er        | 9 min 11 s 1  | 100,93 km/h | 1er   |

### 35eRallye du Limousin
Une semaine après sa victoire à l'Acropole en mondial junior, Sébastien Loeb retrouve le championnat national dans le cadre du rallye du Limousin, quatrième manche de la saison et présentant un parcours intégralement renouvelé pour sa trente-cinquième édition : « Je n’ai participé au rallye du Limousin qu’une seule fois, en 1999. Ce n’est pas un handicap, puisque cette année le parcours est entièrement modifié. Il y a de belles routes, avec des portions rapides, larges ou étroites. C’est le genre de parcours où on peut se faire plaisir avec une Kit Car. »,. Parti sur un rythme prudent, il assure une pointe de vitesse suffisante pour s'emparer des commandes de l'épreuve dès le premier secteur chronométré avant d'accroître son offensive à l'entame de la deuxième boucle. Il signe l'ensemble des temps scratchs de la première étape à l'exception de la Super-Spéciale disputée dans les rues de Limoges et rejoint le parc fermé titulaire d'une avance de plus d'une minute sur Pascal Enjolras : « On a levé le pied dans les portions sales. Le bilan de la journée est positif avec une bonne avance. Demain, on roulera encore sans prendre de risques. »,,,,. Il poursuit son effort le lendemain tout en assurant la prise de risques sous des températures estivales éprouvantes pour la mécanique. Il parvient à rejoindre l'arrivée sans encombre en dépit d'une alerte attestant d'une surchauffe moteur dans les derniers kilomètres et signe sa quatrième victoire de rang avec près de quatre minutes d'avance sur son premier poursuivant Jérôme Galpin,,,,.
| Étape   | Jour    | E.S. | Heure   | Nom                            | Distance | Clas. Spé. | Temps         | Vit. Moy.   | Clas. |
| ------- | ------- | ---- | ------- | ------------------------------ | -------- | ---------- | ------------- | ----------- | ----- |
| Étape 1 | 23 juin | SS1  | 16 h 18 | Pont du Dognon - Le Theil 1    | 14,43 km | 1er        | 8 min 26 s 4  | 102,58 km/h | 1er   |
| Étape 1 | 23 juin | SS2  | 16 h 41 | La Jonchère 1                  | 21,05 km | 1er        | 11 min 15 s 5 | 112,18 km/h | 1er   |
| Étape 1 | 23 juin | SS3  | 17 h 44 | Saint-Léger - La Montagne 1    | 12,24 km | 1er        | 6 min 48 s 3  | 107,92 km/h | 1er   |
| Étape 1 | 23 juin | SS4  | 19 h 15 | Limoges Ester Super Spéciale 1 | 3,52 km  | 6e         | 3 min 08 s 7  | 67,15 km/h  | 1er   |
| Étape 1 | 23 juin | SS5  | 19 h 53 | Pont du Dognon - Le Theil 2    | 14,43 km | 1er        | 8 min 23 s 7  | 103,13 km/h | 1er   |
| Étape 1 | 23 juin | SS6  | 20 h 16 | La Jonchère 2                  | 21,05 km | 1er        | 11 min 10 s 3 | 113,05 km/h | 1er   |
| Étape 1 | 23 juin | SS7  | 21 h 19 | Saint-Léger - La Montagne 2    | 12,24 km | 1er        | 6 min 50 s 6  | 107,32 km/h | 1er   |
| Étape 2 | 24 juin | SS8  | 9 h 23  | Mark Champeau - Eymoutiers 1   | 15,13 km | 1er        | 8 min 33 s 1  | 106,15 km/h | 1er   |
| Étape 2 | 24 juin | SS9  | 9 h 56  | Rempnat 1                      | 27,00 km | 1er        | 13 min 56 s 1 | 116,25 km/h | 1er   |
| Étape 2 | 24 juin | SS10 | 11 h 04 | Mont Gargan 1                  | 29,58 km | 1er        | 17 min 01 s 6 | 104,24 km/h | 1er   |
| Étape 2 | 24 juin | SS11 | 13 h 15 | Limoges Ester Super Spéciale 2 | 3,52 km  | 6e         | 3 min 07 s 7  | 67,51 km/h  | 1er   |
| Étape 2 | 24 juin | SS12 | 13 h 58 | Mark Champeau - Eymoutiers 2   | 15,13 km | 1er        | 8 min 51 s 2  | 102,54 km/h | 1er   |
| Étape 2 | 24 juin | SS13 | 14 h 31 | Rempnat 2                      | 27,00 km | 1er        | 14 min 14 s 1 | 113,80 km/h | 1er   |
| Étape 2 | 24 juin | SS14 | 15 h 39 | Mont Gargan 2                  | 29,58 km | 2e         | 17 min 41 s 6 | 100,31 km/h | 1er   |

### 28eRallye du Rouergue Aveyron Midi-Pyrénées
De toutes les épreuves figurant au calendrier, le rallye du Rouergue est celle que Sébastien Loeb connaît le mieux, l'ayant déjà disputée à trois reprises par le passé : « Le parcours a peu changé. Seuls trente kilomètres de la spéciale modifiée d'Entraygues seront nouveaux pour nous. Nous devrions donc pouvoir travailler plus facilement nos reconnaissances. Ensuite, nous aurons à gérer les paramètres habituels, dont la chaleur bien connue dans la région à cette époque. Le Limousin a été sur ce plan un excellent entraînement. Mais le Rouergue, c'est une étape de plus. »,,. L'Alsacien adopte un rythme soutenu dès le coup d'envoi et signe le temps de référence dans les cinq spéciales de la première étape. Il rejoint le parc fermé en tête du classement général, détenteur d'une avance de plus d'une minute sur les Peugeot 306 Maxi de Pascal Enjolras et Jean-Marie Cuoq,,,. Il poursuit sa série d'invincibilité le lendemain matin, établissant le scratch dans les 30 km du premier passage de Moyrazès avec une marge de quarante secondes sur Cuoq, mais percute aussitôt une borne en béton dans la phase de décélération séparant l'arrivée de la spéciale du point stop. Les dégâts provoqués sur la roue arrière gauche de la Xsara le contraignent à l'abandon : « Il y a une compression sur la ligne d’arrivée. Comme la spéciale est longue, les amortisseurs étaient chauds, l’arrière a délesté. On a mordu dans l’herbe et on a tapé une sorte de borne. La déception est grande, d’autant que notre avance était gérable. On a commis une erreur. C’est la première de l’année. »,.
| Étape   | Jour    | E.S. | Heure   | Nom                                  | Distance | Clas. Spé. | Temps         | Vit. Moy.   | Clas.   |
| ------- | ------- | ---- | ------- | ------------------------------------ | -------- | ---------- | ------------- | ----------- | ------- |
| Étape 1 | 20 juil | SS1  | 17 h 43 | Réquista 1                           | 12,17 km | 1er        | 6 min 38 s 2  | 110,03 km/h | 1er     |
| Étape 1 | 20 juil | SS2  | 18 h 31 | Alrance - Salles-Curan 1             | 13,07 km | 1er        | 7 min 24 s 3  | 105,90 km/h | 1er     |
| Étape 1 | 20 juil | SS3  | 19 h 12 | Curan                                | 6,91 km  | 1er        | 3 min 42 s 2  | 111,95 km/h | 1er     |
| Étape 1 | 20 juil | SS4  | 21 h 23 | Réquista 2                           | 12,17 km | 1er        | 6 min 38 s 9  | 109,83 km/h | 1er     |
| Étape 1 | 20 juil | SS5  | 22 h 11 | Alrance - Salles-Curan 2             | 13,07 km | 1er        | 7 min 21 s 5  | 106,57 km/h | 1er     |
| Étape 2 | 21 juil | SS6  | 11 h 08 | Moyrazès 1                           | 32,53 km | 1er        | 18 min 33 s 3 | 105,19 km/h | 1er     |
| Étape 2 | 21 juil | SS7  | 13 h 26 | Entraygues - Florentin - Le Nayrac 1 | 30,65 km | Abandon    | Abandon       | Abandon     | Abandon |
| Étape 2 | 21 juil | SS8  | 14 h 29 | Espalion 1                           | 6,88 km  | Abandon    | Abandon       | Abandon     | Abandon |
| Étape 2 | 21 juil | SS9  | 16 h 37 | Entraygues - Florentin - Le Nayrac 2 | 30,65 km | Abandon    | Abandon       | Abandon     | Abandon |
| Étape 2 | 21 juil | SS10 | 17 h 40 | Espalion 2                           | 6,88 km  | Abandon    | Abandon       | Abandon     | Abandon |
| Étape 2 | 21 juil | SS11 | 20 h 42 | Moyrazès 2                           | 32,53 km | Abandon    | Abandon       | Abandon     | Abandon |
| Étape 3 | 22 juil | SS12 | 9 h 28  | Saint-Hippolyte 1                    | 14,56 km | Abandon    | Abandon       | Abandon     | Abandon |
| Étape 3 | 22 juil | SS13 | 10 h 06 | Brommat - Sainte-Geneviève 1         | 13,60 km | Abandon    | Abandon       | Abandon     | Abandon |
| Étape 3 | 22 juil | SS14 | 10 h 59 | Montézic 1                           | 9,87 km  | Abandon    | Abandon       | Abandon     | Abandon |
| Étape 3 | 22 juil | SS15 | 12 h 47 | Saint-Hippolyte 2                    | 14,56 km | Abandon    | Abandon       | Abandon     | Abandon |
| Étape 3 | 22 juil | SS16 | 13 h 25 | Brommat - Sainte-Geneviève 2         | 13,60 km | Abandon    | Abandon       | Abandon     | Abandon |
| Étape 3 | 22 juil | SS17 | 14 h 18 | Montézic 2                           | 9,87 km  | Abandon    | Abandon       | Abandon     | Abandon |

### 53eRallye Mont-Blanc Morzine
Deux semaines après sa victoire en Finlande dans le cadre du mondial junior, Sébastien Loeb entame la seconde moitié du championnat national en prenant le départ du rallye du Mont-Blanc : « Je connais moins bien le Mont-Blanc que l’Alsace ou le Rouergue. Je n’ai participé qu’une seule fois, l’an dernier avec la Mégane. J’ai besoin de rouler vite pour garder un certain rythme. »,,. Écopant d'une pénalité de vingt secondes avant le coup d'envoi pour avoir utilisé un casque radio Peltor lors des reconnaissances, l'Alsacien adopte un rythme offensif dès les premiers secteurs chronométrés. Auteur de la totalité des temps scratchs de la première étape, il comble le déficit le séparant du leadership à l'issue de la boucle matinale et construit une avance de près de deux minutes sur les Peugeot 306 Maxi de Pascal Enjolras et Éric Mauffrey au moment de rejoindre le parc fermé : « J’ai assuré dans les endroits difficiles. J’ai suffisamment d’avance. Ce n’est pas la peine de prendre de risques. »,,,,. Il monopolise l'ensemble des chronos de référence au programme de la seconde étape tout en réduisant significativement la prise de risques. Il franchit la ligne d'arrivée avec une marge de trois minutes sur Enjolras et remporte sa cinquième victoire de la saison, lui ouvrant la possibilité de décrocher le titre dès la manche suivante : « Cette victoire au Mont-Blanc nous permet d’oublier la petite faute du Rouergue et nous rapproche du titre. J’adore cette région et certaines spéciales se déroulent dans des sites grandioses. De plus, je ne peux oublier que c’est dans cette épreuve que j’ai réalisé mon premier temps scratch en Championnat de France... »,,,.
| Étape   | Jour  | E.S. | Heure   | Nom                                   | Distance | Clas. Spé.       | Temps            | Vit. Moy.        | Clas. |
| ------- | ----- | ---- | ------- | ------------------------------------- | -------- | ---------------- | ---------------- | ---------------- | ----- |
| Étape 1 | 7 sep | SS1  | 9 h 38  | Fort du Mont                          | 15,00 km | 1er              | 10 min 58 s 5    | 82,00 km/h       | 4e    |
| Étape 1 | 7 sep | SS2  | 10 h 23 | Arêches-Beaufort                      | 9,20 km  | 1er              | 6 min 25 s 9     | 85,83 km/h       | 2e    |
| Étape 1 | 7 sep | SS3  | 11 h 03 | Bisanne 1                             | 25,98 km | 1er              | 16 min 51 s 3    | 92,48 km/h       | 1er   |
| Étape 1 | 7 sep | SS4  | 12 h 34 | La Léchère - Nâves 1                  | 22,22 km | 1er              | 13 min 48 s 8    | 96,52 km/h       | 1er   |
| Étape 1 | 7 sep | SS5  | 16 h 10 | La Léchère - Nâves 2                  | 22,22 km | 1er              | 13 min 34 s 4    | 98,22 km/h       | 1er   |
| Étape 1 | 7 sep | SS6  | 17 h 24 | Bisanne 2                             | 25,98 km | 1er              | 16 min 38 s 5    | 93,67 km/h       | 1er   |
| Étape 1 | 7 sep | SS7  | 19 h 36 | Samoëns - Grand Massif - Joux Plane 1 | 20,20 km | 1er              | 12 min 02 s 2    | 100,69 km/h      | 1er   |
| Étape 1 | 7 sep | SS8  | 20 h 08 | Côte-d'Arbroz                         | 9,18 km  | 1er              | 5 min 01 s 2     | 109,72 km/h      | 1er   |
| Étape 2 | 8 sep | SS9  | 9 h 22  | Morillon - Grand Massif 1             | 8,92 km  | 1er              | 6 min 44 s 0     | 79,49 km/h       | 1er   |
| Étape 2 | 8 sep | SS10 | 10 h 17 | Samoëns - Grand Massif - Joux Plane 2 | 20,20 km | 1er              | 11 min 49 s 8    | 102,45 km/h      | 1er   |
| Étape 2 | 8 sep | SS11 | 11 h 01 | Corbier 1                             | 7,70 km  | 1er              | 4 min 38 s 0     | 99,71 km/h       | 1er   |
| Étape 2 | 8 sep | SS12 | 11 h 43 | Pays de Gavot 1                       | 9,66 km  | 1er              | 5 min 37 s 5     | 103,04 km/h      | 1er   |
| Étape 2 | 8 sep | SS13 | 14 h 15 | Joux Verte 1                          | 16,00 km | Spéciale annulée | Spéciale annulée | Spéciale annulée | 1er   |
| Étape 2 | 8 sep | SS14 | 14 h 57 | Corbier 2                             | 7,70 km  | 1er              | 4 min 38 s 5     | 99,53 km/h       | 1er   |
| Étape 2 | 8 sep | SS15 | 15 h 39 | Pays de Gavot 2                       | 9,66 km  | 1er              | 5 min 35 s 4     | 103,69 km/h      | 1er   |
| Étape 2 | 8 sep | SS16 | 17 h 52 | Morillon - Grand Massif 2             | 8,92 km  | 1er              | 6 min 50 s 4     | 78,25 km/h       | 1er   |
| Étape 2 | 8 sep | SS17 | 18 h 47 | Samoëns - Grand Massif - Joux Plane 3 | 20,20 km | 1er              | 11 min 53 s 7    | 101,89 km/h      | 1er   |
| Étape 2 | 8 sep | SS18 | 19 h 19 | Joux Verte 2                          | 16,00 km | 1er              | 10 min 35 s 2    | 90,68 km/h       | 1er   |

### 41eRallye Le Touquet Pas-de-Calais
C'est au rallye du Touquet, septième manche du calendrier, que Sébastien Loeb dispose de sa première opportunité pour s'adjuger mathématiquement le titre national, la condition nécessaire et suffisante étant de marquer dix points de plus que son dauphin Jean-Marie Cuoq à l'issue de l'épreuve : « Je ne suis pas là pour gagner à tout prix. J’ai des consignes. Mon objectif est de marquer dix points de plus que Cuoq. Je n’étais pas là l’an dernier, mais je suis déjà venu à trois reprises. Le terrain est très difficile, car la Xsara est très large. Si c’est mouillé, c’est injouable par rapport aux quatre roues motrices... »,. Jouant d'excès de prudence, il s'impose dans la spéciale d'ouverture disputée de nuit et s'empare des commandes avec une marge de cinq secondes sur la Subaru Impreza WRC de Benoît Rousselot : « J’ai été très prudent. J’ai fait attention, c’est très glissant. Il y a trois kilomètres au rupteur. Les 306 tirent plus long. Il faut que je prenne le rythme. ». Il part finalement à la faute dans le premier secteur du lendemain en percutant frontalement une botte de paille dans une chicane, neuf kilomètres après le départ, et se voit contraint à l'abandon en raison des dégâts provoqués sur le bloc moteur,.
| Étape   | Jour   | E.S. | Heure   | Nom                             | Distance | Clas. Spé. | Temps   | Vit. Moy.   | Clas.   |
| ------- | ------ | ---- | ------- | ------------------------------- | -------- | ---------- | ------- | ----------- | ------- |
| Étape 1 | 28 sep | SS1  | 20 h 00 | Maréis - Étaples-sur-Mer        | 23,37 km | 1er        | 11.29.6 | 122,00 km/h | 1er     |
| Étape 1 | 29 sep | SS2  | 11 h 28 | Atac Supermarchés 1             | 12,45 km | Abandon    | Abandon | Abandon     | Abandon |
| Étape 1 | 29 sep | SS3  | 12 h 32 | S.I.B. Imprimerie 1             | 12,49 km | Abandon    | Abandon | Abandon     | Abandon |
| Étape 1 | 29 sep | SS4  | 12 h 57 | Citroën Artois Automobiles 1    | 16,73 km | Abandon    | Abandon | Abandon     | Abandon |
| Étape 1 | 29 sep | SS5  | 14 h 47 | Atac Supermarchés 2             | 12,45 km | Abandon    | Abandon | Abandon     | Abandon |
| Étape 1 | 29 sep | SS6  | 15 h 51 | S.I.B. Imprimerie 2             | 12,49 km | Abandon    | Abandon | Abandon     | Abandon |
| Étape 1 | 29 sep | SS7  | 16 h 16 | Citroën Artois Automobiles 2    | 16,73 km | Abandon    | Abandon | Abandon     | Abandon |
| Étape 1 | 29 sep | SS8  | 18 h 38 | S.I.B. Imprimerie 3             | 12,49 km | Abandon    | Abandon | Abandon     | Abandon |
| Étape 1 | 29 sep | SS9  | 19 h 03 | Citroën Artois Automobiles 3    | 16,73 km | Abandon    | Abandon | Abandon     | Abandon |
| Étape 2 | 30 sep | SS10 | 8 h 43  | Sainte-Cécile 1re Éco-Station 1 | 12,28 km | Abandon    | Abandon | Abandon     | Abandon |
| Étape 2 | 30 sep | SS11 | 9 h 51  | Citroën Pays de Desvres 1       | 33,02 km | Abandon    | Abandon | Abandon     | Abandon |
| Étape 2 | 30 sep | SS12 | 10 h 34 | La Voix du Nord 1               | 18,77 km | Abandon    | Abandon | Abandon     | Abandon |
| Étape 2 | 30 sep | SS13 | 12 h 31 | Sainte-Cécile 1re Éco-Station 2 | 12,28 km | Abandon    | Abandon | Abandon     | Abandon |
| Étape 2 | 30 sep | SS14 | 13 h 39 | Citroën Pays de Desvres 2       | 33,02 km | Abandon    | Abandon | Abandon     | Abandon |
| Étape 2 | 30 sep | SS15 | 14 h 22 | La Voix du Nord 2               | 18,77 km | Abandon    | Abandon | Abandon     | Abandon |

### 36eRallye Antibes-Azur
Une semaine après sa performance remarquée lors du Sanremo, Sébastien Loeb prend le départ du rallye d'Antibes avec des chances significatives de décrocher le titre national, Jean-Marie Cuoq n'ayant pu profiter de son abandon au Touquet en raison de problèmes de boîte de vitesses. Détenteur de soixante-deux points d'avance sur Pascal Enjolras à trois manches de la fin de la saison, l'Alsacien doit se contenter de terminer devant son principal adversaire pour entériner son premier sacre : « Je n’ai jamais disputé ce rallye et je ne connais pas les spéciales, hormis une petite partie du Bleine et d’Entrevaux, faits cette année au Monte-Carlo. C’est une épreuve très longue, qui demande beaucoup de travail en reconnaissances. Je souhaite avant tout finir, et si possible devant Enjolras. »,. Limitant toute prise de risques, il affiche une pointe de vitesse suffisante pour construire des écarts insurmontables sur la concurrence dès le premier secteur chronométré et rejoint le parc fermé marquant la clôture de la première étape avec une avance supérieure à deux minutes : « Il n’est pas évident de s’y remettre, en sortant de la WRC. Par rapport aux essais, je ressens le manque de puissance dû à la bride. Trois passages en reconnaissances, ce n’est pas suffisant. Je n’ai pas pris de risques. »,,,. Il poursuit sa domination tout au long des deux journées restantes, monopolisant le haut de la feuille des temps sur chaque tronçon à l'exception des huitième et treizième, respectivement victime d'une crevaison lente après avoir heurté une pierre et d'un problème d'amortisseur. Il rejoint l'arrivée avec près de sept minutes d'avance sur Michel Boetti et remporte sa sixième victoire de la saison ainsi que le titre de champion de France des rallyes,,,,,.
| Étape   | Jour   | E.S. | Heure   | Nom                                      | Distance | Clas. Spé. | Temps         | Vit. Moy.   | Clas. |
| ------- | ------ | ---- | ------- | ---------------------------------------- | -------- | ---------- | ------------- | ----------- | ----- |
| Étape 1 | 12 oct | SS1  | 14 h 58 | Col de Bleine - Aiglun 1                 | 25,74 km | 1er        | 17 min 20 s 7 | 89,04 km/h  | 1er   |
| Étape 1 | 12 oct | SS2  | 16 h 17 | Entrevaux - Saint-Auban                  | 23,62 km | 1er        | 15 min 18 s 1 | 92,62 km/h  | 1er   |
| Étape 1 | 12 oct | SS3  | 18 h 59 | Col de Bleine - Aiglun 2                 | 25,74 km | 1er        | 17 min 30 s 2 | 88,23 km/h  | 1er   |
| Étape 1 | 12 oct | SS4  | 19 h 48 | Roquestéron - Conségudes - Les Ferres    | 13,45 km | 1er        | 9 min 15 s 0  | 87,24 km/h  | 1er   |
| Étape 2 | 13 oct | SS5  | 9 h 41  | Villars - Massoins - Tournefort 1        | 13,63 km | 1er        | 10 min 58 s 9 | 74,47 km/h  | 1er   |
| Étape 2 | 13 oct | SS6  | 10 h 19 | La Couillole 1                           | 22,50 km | 1er        | 13 min 41 s 0 | 98,66 km/h  | 1er   |
| Étape 2 | 13 oct | SS7  | 12 h 12 | Valberg - Guillaumes 1                   | 11,04 km | 1er        | 6 min 06 s 4  | 108,47 km/h | 1er   |
| Étape 2 | 13 oct | SS8  | 13 h 09 | Conseil Général des Alpes-Maritimes 1    | 28,12 km | 11e        | 21 min 13 s 4 | 79,50 km/h  | 1er   |
| Étape 2 | 13 oct | SS9  | 15 h 52 | Villars - Massoins - Tournefort 2        | 13,63 km | 1er        | 10 min 41 s 9 | 76,44 km/h  | 1er   |
| Étape 2 | 13 oct | SS10 | 16 h 30 | La Couillole 2                           | 22,50 km | 1er        | 13 min 39 s 9 | 98,79 km/h  | 1er   |
| Étape 2 | 13 oct | SS11 | 18 h 22 | Valberg - Guillaumes 2                   | 11,04 km | 1er        | 6 min 03 s 8  | 109,25 km/h | 1er   |
| Étape 2 | 13 oct | SS12 | 19 h 19 | Conseil Général des Alpes-Maritimes 2    | 28,12 km | 1er        | 18 min 58 s 1 | 88,95 km/h  | 1er   |
| Étape 3 | 14 oct | SS13 | 8 h 58  | Col de Bleine - Aiglun 3                 | 25,74 km | 2e         | 17 min 30 s 8 | 88,18 km/h  | 1er   |
| Étape 3 | 14 oct | SS14 | 9 h 54  | Saint-Pierre - La Rochette - Saint-Auban | 33,30 km | 1er        | 22 min 32 s 3 | 88,65 km/h  | 1er   |
| Étape 3 | 14 oct | SS15 | 13 h 09 | Valferrière - Mons                       | 9,34 km  | 1er        | 4 min 56 s 7  | 113,33 km/h | 1er   |
| Étape 3 | 14 oct | SS16 | 13 h 26 | Mons - Callian                           | 13,50 km | 1er        | 7 min 34 s 4  | 106,95 km/h | 1er   |

### Bilan de la saison
Vainqueur de six manches sur les huit disputées, Sébastien Loeb remporte avec autorité le titre de champion de France des rallyes pour la première fois de sa carrière, une semaine avant de décrocher un deuxième sacre en Grande-Bretagne dans le cadre du mondial junior.
| #     | Rallye                    | Départ | Victoire | Podium | Abandon | Points | E.S. Prog. | E.S. Clas. | E.S. Dép. | Scratchs | %Scratchs | E.S. Tête | %E.S. Tête | Clas. |
| ----- | ------------------------- | ------ | -------- | ------ | ------- | ------ | ---------- | ---------- | --------- | -------- | --------- | --------- | ---------- | ----- |
| 1     | Rallye Lyon-Charbonnières | ●      | ●        | ●      |         | 30     | 15         | 15         | 15        | 10       | 66,67 %   | 15        | 100,00 %   | 1er   |
| 2     | Tour auto de La Réunion   | ●      | ●        | ●      |         | 30     | 17         | 17         | 17        | 5        | 29,41 %   | 10        | 58,82 %    | 1er   |
| 3     | Rallye Alsace-Vosges      | ●      | ●        | ●      |         | 30     | 18         | 18         | 18        | 15       | 83,33 %   | 18        | 100,00 %   | 1er   |
| 4     | Rallye du Limousin        | ●      | ●        | ●      |         | 30     | 14         | 14         | 14        | 11       | 78,57 %   | 14        | 100,00 %   | 1er   |
| 5     | Rallye du Rouergue        | ●      |          |        | ●       | 0      | 17         | 6          | 6         | 6        | 100,00 %  | 6         | 100,00 %   | Ab.   |
| 6     | Rallye du Mont-Blanc      | ●      | ●        | ●      |         | 30     | 18         | 18         | 17        | 17       | 100,00 %  | 16        | 88,89 %    | 1er   |
| 7     | Rallye du Touquet         | ●      |          |        | ●       | 0      | 15         | 1          | 2         | 1        | 50,00 %   | 1         | 100,00 %   | Ab.   |
| 8     | Rallye d'Antibes          | ●      | ●        | ●      |         | 30     | 16         | 16         | 16        | 14       | 87,50 %   | 16        | 100,00 %   | 1er   |
| 9     | Critérium des Cévennes    |        |          |        |         | -      | -          | -          | -         | -        | -         | -         | -          | -     |
| 10    | Rallye du Var             |        |          |        |         | -      | -          | -          | -         | -        | -         | -         | -          | -     |
| Total |                           | 8      | 6        | 6      | 2       | 180    | 130        | 105        | 105       | 79       | 75,24 %   | 96        | 91,43 %    | 1er   |

## 7eRallye Terre de l'Auxerrois
En avril 2001, Sébastien Loeb participe au rallye Terre de l'Auxerrois, manche d'ouverture du Championnat de France des rallyes Terre, dans le cadre de la première sortie en compétition de la nouvelle Citroën Saxo T4. Dévoilant au grand public la dernière création de la branche sportive de la marque aux chevrons, il écope de quatre-vingt secondes de pénalités pour retard de pointage en raison d'un problème de pompe à essence lors de la première étape. Il entame une remontée significative dans les spéciales boueuses de l'ultime journée de course et franchit la ligne d'arrivée en cinquième position du classement général, premier de sa catégorie après avoir établi le dernier temps scratch de l'épreuve,,.